# Steinweg 6 (Bad Suderode)

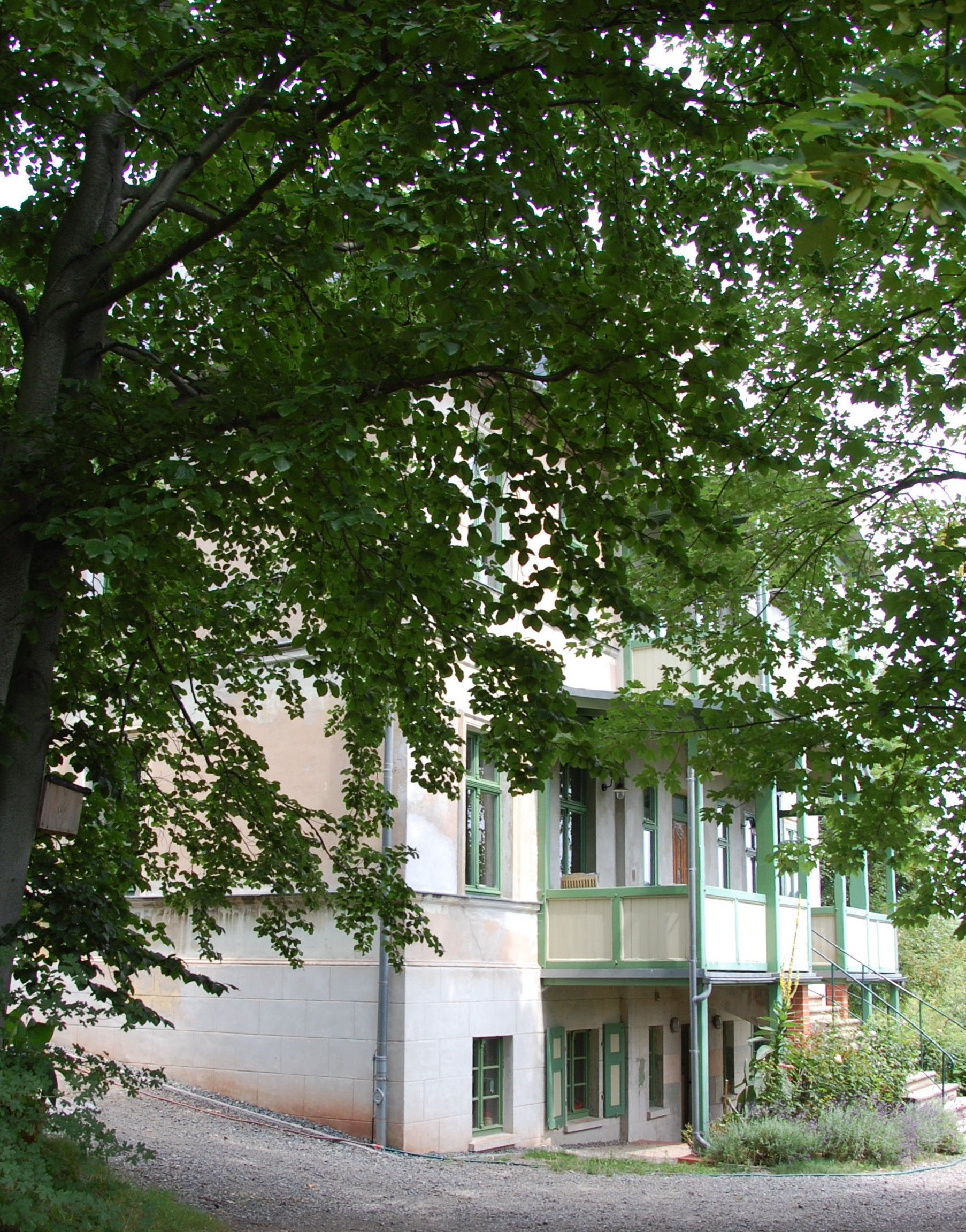
Haus Steinweg 6

Das Haus Steinweg 6 ist ein denkmalgeschütztes Gebäude im zur Stadt Quedlinburg in Sachsen-Anhalt gehörenden Ortsteil Bad Suderode.

## Lage
Es befindet sich auf einem kleinen Höhenzug nördlich des Ortskerns Bad Suderodes. Im örtlichen Denkmalverzeichnis ist das Gebäude als Villa eingetragen.

## Architektur und Geschichte
Das zweigeschossige verputzte Haus entstand in der Zeit um 1892. Es ruht auf einem hohen Keller. Sowohl die Fassade des Kellergeschosses als auch die die Geschosse begrenzenden Gesimse sind mit Putzquaderungen versehen. Die Fenster sind von Stuck umrahmt, die Haustür ist stark profiliert.